# Wellsville (Missouri)
Pour les articles homonymes, voir Wellsville.
Wellsville est une ville du comté de Montgomery, dans le Missouri, aux États-Unis,. Fondée en 1891, elle est située au nord-ouest du comté et incorporée en 1869.

## Démographie
Lors du recensement de 2010, la ville comptait une population de 1 217 habitants. Elle est estimée, en 2016, à 1 163 habitants.

### Source de la traduction
- (en) Cet article est partiellement ou en totalité issu de l’article de Wikipédia en anglais intitulé « Wellsville, Missouri » (voir la liste des auteurs).